# 夕刊ガッツ!!
『夕刊ガッツ!!』（ゆうかんガッツ）は、2004年4月5日から2005年9月30日までテレビ愛媛で月曜 - 金曜 16時30分 - 16時59分に放送されていた生放送のローカル情報番組。
テレビ愛媛が開局35周年を迎えた2004年、それまで15:30 - 16:00に編成されていた『お茶どきっ!』に替わる情報番組としてスタートした。番組の終了後、替わって後継番組の『新鮮!まる生愛媛』がスタートした。

## キャスター
- 桝形浩人
- 作道泰子（フリーアナウンサー）
- 山田幸子（当時テレビ愛媛アナウンサー）
- 岡本匡史（当時テレビ愛媛アナウンサー）
- 大下香奈（当時テレビ愛媛アナウンサー）

## コーナー

### 帯コーナー
- ガッツ!!の目（水曜を除く）
- 明日の占い&天気

### 曜日ごとのコーナー
- キッズ☆トレンディ（火曜）
- 早刷り!リビングまつやま（水曜）
- 愛媛の空をニュース!お天気ゴコロ（木曜）
- 健康通信Dr.岡本の元気ですか〜？（木曜）
- 荒丈志のビューティーマジック（金曜）
- 伊藤よしあきの楽ショー晩ごはん（金曜）